# Bendis formularis
Bendis formularis là một loài bướm đêm trong họ Noctuidae.